# Rosa D'Amato
Rosa D'Amato (nascida em 30 de março de 1969 em Taranto) é uma política italiana que foi eleita pela primeira vez como membro do Parlamento Europeu em 2014 e reeleita em 2019. Ela juntou-se ao grupo dos Verdes / EFA em dezembro de 2020, juntamente com os seus colegas Ignazio Corrao, Eleonora Evi e Piernicola Pedicini.